# Pierre Corneille
Pierre Corneille, mais conhecido por Corneille (Ruão, 6 de junho de 1606 — Paris, 1 de outubro de 1684) foi um dramaturgo de tragédias francês. Ele foi um dos três maiores produtores de dramas na França, durante o século XVII, ao lado de Molière e Racine. Por vezes apontado como o fundador da tragédia francesa, escreveu peças durante mais de 40 anos.

## Biografia
Pierre Corneille era o mais velho de seis irmãos (um deles, Thomas, também foi dramaturgo). Pertencia a uma família de magistrados de Ruão. O próprio Pierre Corneille iniciou estudos de direito. Em 1629 um desengano amoroso leva-o a escrever seus primeiros versos, para passar posteriormente a sua primeira comédia, Melita, que estreou em Paris, nesse mesmo ano, a companhia de Mondory e Le Noir.
Com esta e suas obras seguintes, Corneille cria um novo estilo teatral, em que os sentimentos trágicos são postos em cena pela primeira vez em um universo plausível, o da sociedade contemporânea.
Corneille, autor oficial por nomeação do Cardeal de Richelieu, rompe com seu status de poeta do regime e com a política controvertida do cardeal para escrever obras que exaltam os sentimentos de nobreza (O Cid), que recordam que os políticos não estão acima da lei (Horacio), o que apresenta um monarca que trata de recuperar o poder sem exercer repressão (Cinna).
Em 1647 é eleito para a Academia Francesa, ocupando a cadeira número 14 até sua morte, quando foi sucedido por seu irmão Thomas.
Após a morte de Richelieu, entre os anos 1643 e 1651, e durante o período da Fronda, a crise de identidade que padece a França se reflete na obra de Corneille: acerta contas com Richelieu em "la Mort de Pompée", escreve "Rodugone", uma tragédia sobre a guerra civil, e desenrola o tema do rei oculto em "Héraclius", "Don Sanche d'Aragon" e "Andromède", perguntando-se sobre a natureza do rei, subordinado às vicissitudes da história, fazendo assim que este ganhe humanidade.
Foi precisamente a maquinaria necessária para pôr em cena Andrômeda, apresentada como sua obra-prima, o que justificou a construção do Teatro de Petit-Bourbon em 1650.
A partir de 1650, suas obras conhecem menores êxitos, até o fracasso de "Pertharite"; Corneille deixa de escrever durante vários anos.
A estrela ascendente do teatro francês é então Jean Racine, em cujas obras as intrigas prevalecem sobre os sentimentos e aparecem menos heróicos e mais humanos. O velho poeta não se resigna e renova o teatro com a tragédia Édipo.
Corneille continua inovando o teatro francês até sua morte, os efeitos especiais ("O Velocino de Ouro"), e provando com o teatro musical ("Agésilas", "Psyché"). Também aborda o tema da renúncia, através da incompatibilidade do cargo real com o direito da felicidade ("Sertorius", "Suréna")
Ao final de sua vida, a situação de Corneille é tão ruim que o próprio Boileau solicita para ele uma pensão real, que Luís XIV concede. Corneille morre em Paris em 1 de outubro de 1684.
A extensão e riqueza de sua obra fizeram com que, na França, surja o adjetivo corneliano, cujo significado, hoje em dia, é bastante extenso, mas que significa a vez da vontade e do heroísmo, da força e da densidade literária, da grandeza da alma e da integridade e uma oposição irredutível aos pontos de vista.

## Legado
O dramaturgo, autor e filósofo Voltaire criou, com o apoio da Académie française, um conjunto anotado de doze volumes de obras dramáticas de Corneille, os Commentaires sur Corneille. Foi a maior obra de crítica literária de Voltaire. A proposta de Voltaire à Academia descreveu Corneille como fazendo pela língua francesa o que Homero havia feito pela grega: mostrar ao mundo que ela poderia ser um meio para a grande arte. Voltaire foi levado a defender a literatura francesa clássica em face de influências estrangeiras cada vez mais populares, como William Shakespeare. Isso se reflete na primeira edição dos Commentaires, publicada em 1764, que se concentrou nas melhores obras de Corneille e teve críticas relativamente silenciosas. Na segunda edição, publicada dez anos depois, Voltaire chegou a uma avaliação mais negativa de Corneille e a uma visão mais forte sobre a necessidade de uma crítica objetiva. Acrescentou quinhentas notas críticas, abrangendo mais obras e adotando um tom mais negativo. As opiniões dos críticos sobre Corneille já estavam altamente polarizadas. A intervenção de Voltaire polarizou ainda mais o debate e alguns críticos viram suas críticas como pedantes e movidas pela inveja. No século 19, a maré de opinião se voltou contra Voltaire. Napoleão expressou uma preferência por Corneille em vez de Voltaire, revivendo a reputação do primeiro como dramaturgo enquanto diminuía a do segundo.
 

No episódio 31 da série de videoconferências de 1989, "The Western Tradition", o professor da UCLA Eugen Weber oferece mais comentários sobre o trabalho da Sra. Corneille:
"Mas lembre-se que as peças de Corneille eram dirigidas a uma aristocracia que não podia ser tocada por sermões, por moralização, por sentimentalismo. Então ele os tocou mostrando a grandeza da autodisciplina e da abnegação, de não fazer o que você quer, mas o que você deve fazer. E note que Corneille não disse, como um cristão faria, que fazer o seu dever o torna bom, ele disse que fazer o seu dever o torna grande. Quando Corneille apresentou a luta entre a paixão e o dever, não era uma invenção nova. O que era novo em Corneille era que ele mostrava uma paixão legítima oposta a outra paixão que era igualmente legítima. Era importante elevar o debate de uma disputa entre o certo e o errado para uma disputa entre dois direitos. Porque um cavalheiro que entrou em uma briga não poderia admitir que estava errado, mas se você começasse estipulando que seus motivos eram honrosos, ele pelo menos pararia para considerar seu argumento, que foi o que Corneille conseguiu ao elevar o debate a um plano mais alto. E as pessoas do século XVII que amavam suas histórias de aventura sentiam vagamente que estavam recebendo nelas algo que não conheciam antes. E eles estavam certos. Eles não o conheciam antes pela simples razão de que tinha saído com os gregos. O pensamento romano era legalista demais, o pensamento cristão era simplista demais para tolerar a ideia de que poderia haver dois direitos, que poderia haver dois lados em um conflito. Esta é uma visão muito sofisticada, e só serve para mentes muito sofisticadas. E a pequena minoria da sociedade seiscentista que lia Corneille, que via as peças de Corneille, não era muito sofisticada, mas começava a tentar, pelo menos".

## Lista de trabalhos
- Mélite, 1633
- La Place royale, 1637
- L'Illusion comique, 1639
- Le Cid, 1637
- Cinna, 1643
- Sophonisbe, 1663

- Mélite (1629)
- Clitandre (1630–31)
- La Veuve (1631)
- La Galerie du Palais (1631–32)
- La Suivante (1634)
- La Place royale (1633–34)
- La Comédie des Tuileries (by Les Cinq Auteurs, Act III by Corneille, 1635)
- Médée (1635)
- L'Illusion comique (1636)
- Le Cid (1637)
- Horace (1640)
- Polyeucte (1642)
- La Mort de Pompée (1643)
- Cinna (1643)
- Le Menteur (1643)
- Rodogune (1644)
- La Suite du Menteur (1645)
- Théodore (1645)
- Héraclius (1647)
- Don Sanche d'Aragon (1650)
- Andromède, (1650)
- Nicomède, (1651)
- Pertharite, (1651)
- L'Imitation de Jésus-Christ (1656)
- Oedipe (1659)
- Trois Discours sur le poème dramatique (1660)
- La Toison d'or (1660)
- Sertorius (1662)
- Sophonisbe (1663)
- Othon (1664)
- Agésilas (1666)
- Attila (1667)
- Tite et Bérénice (1670)
- Psyché (com Molière e Philippe Quinault, 1671)
- Pulchérie (1672)
- Suréna (1674)

### Obras de Corneille online
- Obras de Pierre Corneille (em inglês) no Projeto Gutenberg
- Pierre Corneille no Projeto Gutenberg
- Pierre Corneille no Projeto Gutenberg
- Cinna (em francês)
- Le Cid, at athena.unige.ch (em francês)